# Pajęczno (wieś)
Pajęczno – wieś w Polsce, w województwie lubuskim, w powiecie zielonogórskim, w gminie Nowogród Bobrzański. Wchodzi w skład sołectwa Sterków.
Do 2023 miejscowość była przysiółkiem wsi Sterków.
W latach 1975–1998 przysiółek administracyjnie należał do województwa zielonogórskiego.

## Nazwa
W kronice łacińskiej Liber fundationis episcopatus Vratislaviensis (pol. Księga uposażeń biskupstwa wrocławskiego) spisanej za czasów biskupa Henryka z Wierzbna w latach 1295-1305 miejscowość wymieniona jest w zlatynizowanej formie Bagawetz.